# Ostrava v plamenech
Ostrava v plamenech je mezinárodní rock-metalový open-air festival v ČR konaný v Dolních Vítkovicích v prostoru pod Vysokou pecí v Ostravě. Založili jej dlouholetí přátelé a spolupracovníci, producent Petr Šiška a promotér Patrik Kohut. 
Na festivalu Ostrava v plamenech vystupují většinou zahraniční rockové a metalové kapely. Jedná se o jediný festival metalového žánru na území Ostravy a Moravskoslezského kraje s mezinárodní účastí. 
Festival se poprvé konal v sobotu 2.8. 2014 a od toho data vždy přesně uprostřed prázdnin. 
Každoročně jej navštíví téměř 4 000 návštěvníků z celého světa zejména kvůli příjemné domácké atmosféře umocněné jedinečným prostorem národní kulturní památky Dolní Vítkovice.

## Ročníky
- 2. 8. 2014 – W.A.S.P., Sonata Arctica, Citron, Kreyson, Dymytry, Doga, Legendy se vrací
- 1. 8. 2015 – Stratovarius, Pretty Maids, Freedom Call, Orphaned Land, Myrath, Citron, Legendy se vrací
- 6. 8. 2015 – Within Temptation, Vader, Axxis, Firewind, Citron, Doga, Forrest Jump, Oberschlesien
- 5. 8. 2017 – Arch Enemy, Loudness, Civil war, Melechesh, Traktor, Crystal Viper, Kreyson, X-Core
- 3.–4. 8. 2018 – Kreator, Saxon, Moonspell, Traktor, Dymytry, Doga, Bohemian Metal Rhapsody, Editor, Malignant Tumour, Wind Rose, Rampart, Sounder, Avven
- 3. 8. 2019 – Gloryhammer, Orden Ogan, Freedom Call, Grave Digger, Trautenberk, The Edge Of Reason, Kaatarakt, Cochise, Phenomy
- 1. 8. 2020 – festival se nekonal kvůli pandemii covidu-19
- 30.–31. 7. 2021 – Sodom, Kissin' Dynamite, Rage, Trautenberk, XIII. století, Symfobia, Černá, Forrest Jump, Nahum, Porta Inferi, Lautr, Ramchat, Sebastien, Witch Hammer
- 29.–30. 7. 2022 – Destruction, Brainstorm, Rotting Christ, Citron, Loudness, Symfobia, Chontaraz, Panoptiko, Forrest Jump, Bastard, Malignant Tumöur, Free Fall, LeRa, Motörgang
- 29.7. 2023 - Kissin' Dynamite, Septicflesh, Firewind, XIII. století, Sebastien, Škaredá Holka, Phenomy, Iznutri, Lautr, Černá, Godiva, Hot Sunday Blood
- 3.8. 2024 - Stratovarius, Beast in Black, Phil Campbell and the Bastard Sons, Blackbriar, Amalgama, Dark Phantom, Forrest Jump, Adobre, Blax